# Léon Desgenétais
Léon Desgenétais est un homme politique français né le 5 octobre 1854 à Bolbec (Seine-Maritime) et décédé le 5 septembre 1893 à Bolbec.

## Biographie
Léon Pierre Desgenetais est le fils de François Léon Desgenetais, manufacturier à Lillebonne, et d'Irma Léonie Lamy.
Propriétaire et manufacturier à Bolbec, maire de Bolbec en 1891, à la suite du décès de son oncle, Henri Desgenetais (propriétaire du château d'Ételan).
Il est élu député de Seine-Maritime en 1893 et meurt quelques semaines plus tard, sans avoir siégé.

## Sources
- « Léon Desgenétais », dans le Dictionnaire des parlementaires français (1889-1940), sous la direction de Jean Jolly, PUF, 1960 [détail de l’édition]